# Pares Gnòstics
Pares Gnòstics fa referència als primers autors cristians gnòstics dels que tenim coneixement. Com que són considerats heretges per les esglésies ortodoxes, els gnòstics no són considerats pares de l'Església.
Diverses figures s'esmenten com a fundadors del gnosticisme cristià antic. El terme gnosticisme és utilitzat pels estudiosos amb una àmplia varietat de significats i nivells. De vegades es fa servir més àmpliament per incloure als valentinians, als seguidors de Basilides, i altres. De la mateixa manera, un estudiós pot considerar Simó el Mag un gnòstic, on un altre el considera un proto-gnòstic. Alguns dels primers Pares de l'Església, com Ireneu de Lió, semblaven pensar que totes les heretgies eren gnòstiques d'arrel i, per tant, que qualsevol heretge era en cert sentit un gnòstic.

## Líders del gnosticisme
Sovint els gnòstics consideraven a figures pre-cristianes entre els seus professors i líders, Adam i el seu fill Set eren especialment importants. Diverses figures apareixen en les versions gnòstiques de l'Antic Testament que no apareixen en les versions canòniques, com Norea, que salva els gnòstics de la inundació de l'època de Noè. Els tres companys de Daniel també són sovint anomenats en molts textos gnòstics. Eugnostos és un escriptor proto-Setià de la biblioteca de Nag Hammadi, i pot haver viscut ja en el segle primer aC. Joan Baptista de vegades s'afirma com a líder d'un dels primers grups gnòstics els mandeus.
Els gnòstics cristians, de vegades consideraven importants figures pre-cristianes entre els seus primers dirigents. Ireneu afirma que els seguidors de Carpócrates honoraven imatges de Pitàgores, Plató i Aristòtil, juntament amb imatges de Jesucrist.
Filó d'Alexandria, Zoroastre i Hermes Trismegist poden haver ocupat un paper similar entre altres gnòstics del cristianisme primitiu.
Jesucrist acostuma a ser proclamat un líder gnòstic, i també diversos dels seus apòstols, comara Tomàs, sovint considerat com el fundador de l'Església Tomasina. De fet, Maria Magdalena és respectada com una líder gnòstica, i és considerada superior a als dotze apòstols per alguns textos gnòstics, com l'Evangeli de Maria. Joan Evangelista és reivindicat com a gnòstic per algunes sectes. I també de vegades Sant Pau.
Simó el Mag i la seva consort Helena de Tir foren considerats els líders dels gnòstics. De fet, en la seva obra Adversus haereses Ireneu de Lió diu que Simó el Mag, que és esmentat en el llibre canònic dels Fets dels Apòstols, va ser l'iniciador de totes les posteriors sectes gnòstiques. Menandre de Samaria va ser deixeble de Simó el Mag, en el segle primer temps. Les Homilies Pseudoclementines diuen que Dositeu de Samaria va ser el mestre de Simó el Mag.
Un altre líder conegut va ser Teudas, un deixeble de Pau de Tars, que al seu torn va ser mestre de Valentí.
Nicolau d'Antioquia i Jezabel de Tiatira es consideraven com a líders dels "nicolaïtes", descrits en el llibre de l'Apocalipsi. Eren figures de finals del segle primer. No és clar fins a quin punt aquestes persones eren gnòstiques, però Epifani considerava que els gnòstics arcontics eren descendents dels Nicolaïtes.